# Beggerow
Beggerow település Németországban, Mecklenburg-Elő-Pomeránia tartományban. Lakosainak száma 493 fő (2023. december 31.). Beggerow Demmin, Borrentin és Utzedel községekkel határos.

## Népesség
A település népességének változása:
| Lakosok száma | 547  | 491  | 489  | 498  | 499  | 493  |
|               | 2014 | 2017 | 2019 | 2021 | 2022 | 2023 |